# Ophiomusium zela
Ophiomusium zela is een slangster uit de familie Ophiolepididae.
De wetenschappelijke naam van de soort werd in 1949 gepubliceerd door Austin Hobart Clark.